# 和若铁路
和若铁路（維吾爾語：خوتەن - چاقىلىق تۆمۈريولى‎，拉丁维文：Xoten-Chaqiliq tömüryoli）或称若和线，是中华人民共和国新疆維吾爾自治區的一條單線鐵路。西起喀和铁路和田站，途经和田地区和巴音郭楞蒙古自治州的和田、洛浦、策勒、于田、民丰、且末、若羌等7个市（县）与新疆生产建设兵团第二师三十七团、三十八团，与格库铁路在若羌站接轨，全长825.476公里，形成环塔里木盆地铁路，经过塔克拉玛干沙漠边缘。
2022年6月16日，和若铁路正式开通运营，其与格尔木至库尔勒铁路若羌至库尔勒段、南疆铁路库尔勒至喀什段、喀什至和田段共同构成长达2,712公里的环塔克拉玛干沙漠铁路环线，是世界首个沙漠铁路环线。和田至若羌、库尔勒、乌鲁木齐最快分别11小时26分、17小时50分、24小时23分可达。

## 技術資料
主要技术标准为国铁Ⅰ级、单线。牵引种类为内燃，预留电化条件。全线共设车站22座，其中和田、洛浦、策勒、玉泉镇、于田、民丰、南屯、金山、且末、瓦石峡、若羌11座车站开办客运业务，和田、策勒、于田、民丰、且末、若羌6座车站开办客货运业务，其他车站为铁路行车技术作业站。同步建设本线引入和田站、若羌站的站改及相关配套工程。旅客列车设计行车速度120公里/小时，线路平面预留发展条件。牵引质量4,000吨。到发线有效长度850米。规划远景年输送能力：客车8对/日，货运1,500万吨/年。
主要桥梁有5座，长度达40公里，主要用于通过流沙路段。建设过程中使用了装配式混凝土结构应用技术，改变了以往现场浇筑桥墩的做法，克服了沙漠铁路建设中风沙影响、自然环境恶劣、用水难及混凝土养护难等建设难题。

## 歷史
2016年3月28日，自治区发展改革委将项目预可研报告上报中国铁路总公司申请审查。2016年6月，中铁第一勘察设计院集团有限公司新疆院完成项目可行性研究工作，2017年9月通过中国铁路总公司审查，2018年2月通过北京华协交通咨询公司评估。
2018年中国铁路总公司、新疆维吾尔自治区人民政府《关于报送新建和田至若羌铁路可行性研究报告的函》（铁总发改函〔2018〕71号）。2018年5月，国家发改委发布《关于新建和田至若羌铁路可行性研究报告的批复》(发改基础〔2018〕652号)。总投资223.1亿元。其中工程投资213.6亿元，机车车辆购置费7.9亿元。项目采用全额资本金，其中中央预算内投资120亿元；铁路总公司出资50亿元；新疆自治区和新疆生产建设兵团出资51.5亿元（含征地拆迁费用约21.5亿元），其中，新疆自治区财政出资36.05亿元，新疆生产建设兵团财政出资15.45亿元。项目建设工期3.5年。
2018年5月中旬，中铁第一勘察设计院集团有限公司新疆院承担的新建和若铁路项目定测工作，历经五个月的外业测绘全部完成。2018年底正式开工建设。沿线共修建草方格近5,000万平方米，种植梭梭树、红柳、沙棘等灌木和乔木近1,300万株。
2020年5月7日，玉龙喀什河特大桥线下主体工程桥墩混凝土浇筑完成。全桥共计86座墩台，全长2,733.63米。5月11日，和若铁路开始全面铺轨，全线采用无缝铁轨。为克服温差大对钢轨热胀冷缩带来的影响，全部在夜晚进行钢轨焊接作业，以确保工程质量。
2021年7月13日，客运站房全部封顶，钢轨铺设已完成645公里。9月27日，和若铁路全线铺轨贯通，新疆南部环塔里木盆地铁路实现“闭环”。10月28日，全线焊轨完成。
2022年3月12日，和若铁路通过动态验收。6月15日，和若铁路客票开售；6月16日，正式开通运营。